# جون أرمسترونغ (لاعب كريكت)
جون أرمسترونغ (3 يناير 1981 في المملكة المتحدة - )  (بالإنجليزية: John Armstrong)‏ هو لاعب كريكت بريطاني. لعب مع Lancashire Cricket Board ‏.

## وصلات خارجية
- جون أرمسترونغ على موقع إي آس بي آن كريك إنفو (الإنجليزية)